# Haris Hajradinović
Haris Hajradinović (Prilep, 18 febbraio 1994) è un calciatore bosniaco di origini macedoni, centrocampista del Kasımpaşa e della nazionale bosniaca.

## Carriera

### Club
Il 17 dicembre 2014, i belgi del Gent hanno acquistato Hajradinović a titolo definitivo, con il trasferimento che sarebbe stato valido a partire dal 1º gennaio 2015: si è legato al nuovo club fino al 30 giugno 2018. Ha debuttato con questa maglia il 17 gennaio, in una sfida valida per la 22ª giornata della Pro League 2014-2015: ha sostituito Brecht Dejaegere nel successo per 1-3 sul campo del Mouscron Peruwelz.
Il 18 gennaio 2016, i norvegesi dell'Haugesund hanno reso noto l'ingaggio di Hajradinović, che si è trasferito al nuovo club con la formula del prestito semestrale. Ha esordito in Eliteserien il 13 marzo successivo, subentrando ad Eirik Mæland nel successo per 0-1 maturato sul campo del Sarpsborg 08. L'11 maggio ha trovato le prime reti, mettendo a referto una doppietta nel 3-1 inflitto all'Odd.
Il 1º giugno 2016, l'Haugesund ha reso noto d'aver trovato un accordo con il Gent per prolungare il prestito del calciatore fino al 30 giugno 2017. Ha chiuso l'annata con 31 presenze e 4 reti tra tutte le competizioni.
Il 1º febbraio 2017, Hajradinović è stato ingaggiato a titolo definitivo, legandosi all'Haugesund per i successivi tre anni e mezzo.
Il 30 agosto 2017, Hajradinović ha fatto ritorno in Croazia per giocare nell'Osijek, a cui si è legato con un contratto triennale: ha scelto di vestire la maglia numero 30.

### Nazionale
Hajradinović ha giocato per la Bosnia ed Erzegovina under 19 e nella nazionale Under-21 bosniaca. Per quanto concerne quest'ultima selezione, il 13 giugno 2015 ha giocato la prima partita valida per le qualificazioni al campionato europeo 2017, venendo impiegato da titolare nella sconfitta per 2-0 contro la Norvegia.

## Statistiche

### Presenze e reti nei club
Statistiche aggiornate al 14 ottobre 2020.
| Stagione          | Squadra           | Campionato        | Campionato | Campionato | Coppe nazionali | Coppe nazionali | Coppe nazionali | Coppe continentali | Coppe continentali | Coppe continentali | Altre coppe | Altre coppe | Altre coppe | Totale | Totale |
| Stagione          | Squadra           | Comp              | Pres       | Reti       | Comp            | Pres            | Reti            | Comp               | Pres               | Reti               | Comp        | Pres        | Reti        | Pres   | Reti   |
| ----------------- | ----------------- | ----------------- | ---------- | ---------- | --------------- | --------------- | --------------- | ------------------ | ------------------ | ------------------ | ----------- | ----------- | ----------- | ------ | ------ |
| 2011-2012         | Željezničar       | PL                | 1          | 0          | CBE             | 0               | 0               | -                  | -                  | -                  | -           | -           | -           | 1      | 0      |
| 2012-gen. 2013    | Olimpik Sarajevo  | PL                | 5          | 0          | CBE             | 2               | 0               | -                  | -                  | -                  | -           | -           | -           | 7      | 0      |
| gen.-giu. 2013    | Inter Zaprešić    | 1.HNL             | 9          | 0          | CC              | 0               | 0               | -                  | -                  | -                  | -           | -           | -           | 9      | 0      |
| 2013-2014         | AS Trenčín        | SL                | 24         | 6          | CS              | 1               | 0               | UEL                | 1                  | 0                  | -           | -           | -           | 26     | 6      |
| 2014-gen. 2015    | AS Trenčín        | SL                | 19         | 7          | CS              | 3               | 1               | UEL                | 4                  | 0                  | -           | -           | -           | 26     | 8      |
| Totale AS Trenčín | Totale AS Trenčín | Totale AS Trenčín | 43         | 13         |                 | 4               | 1               |                    | 5                  | 0                  |             | -           | -           | 52     | 14     |
| gen.-giu. 2015    | Gent              | D1                | 4          | 0          | CB              | 1               | 0               | -                  | -                  | -                  | -           | -           | -           | 5      | 0      |
| 2015-gen. 2016    | Gent              | D1                | 0          | 0          | CB              | 0               | 0               | UCL                | 0                  | 0                  | SB          | 0           | 0           | 0      | 0      |
| Totale Gent       | Totale Gent       | Totale Gent       | 4          | 0          |                 | 1               | 0               |                    | 0                  | 0                  |             | 0           | 0           | 5      | 0      |
| 2016              | Haugesund         | ES                | 27         | 4          | CN              | 4               | 0               | -                  | -                  | -                  | -           | -           | -           | 31     | 4      |
| gen.-ago. 2017    | Haugesund         | ES                | 14         | 2          | CN              | 4               | 0               | UEL                | 3                  | 2                  | -           | -           | -           | 21     | 4      |
| Totale Haugesund  | Totale Haugesund  | Totale Haugesund  | 41         | 6          |                 | 8               | 0               |                    | 3                  | 2                  |             | -           | -           | 52     | 8      |
| ago. 2017-2018    | Osijek            | 1.HNL             | 28         | 9          | CC              | 2               | 0               | -                  | -                  | -                  | -           | -           | -           | 30     | 9      |
| 2018-gen. 2019    | Osijek            | 1.HNL             | 17         | 7          | CC              | 3               | 1               | UEL                | 4                  | 0                  | -           | -           | -           | 24     | 8      |
| Totale Osijek     | Totale Osijek     | Totale Osijek     | 45         | 16         |                 | 5               | 1               |                    | 4                  | 0                  |             | -           | -           | 54     | 17     |
| gen.-giu. 2019    | Kasımpaşa         | SL                | 16         | 1          | CT              | 4               | 1               | -                  | -                  | -                  | -           | -           | -           | 20     | 2      |
| 2019-2020         | Kasımpaşa         | SL                | 30         | 4          | CT              | 4               | 1               | -                  | -                  | -                  | -           | -           | -           | 34     | 5      |
| Totale Kasımpaşa  | Totale Kasımpaşa  | Totale Kasımpaşa  | 46         | 5          |                 | 8               | 2               |                    | -                  | -                  |             | -           | -           | 54     | 7      |
| Totale carriera   | Totale carriera   | Totale carriera   | 194        | 40         |                 | 28              | 4               |                    | 12                 | 2                  |             | 0           | 0           | 234    | 46     |

### Cronologia presenze e reti in nazionale
| Cronologia completa delle presenze e delle reti in nazionale ― Bosnia ed Erzegovina | Cronologia completa delle presenze e delle reti in nazionale ― Bosnia ed Erzegovina | Cronologia completa delle presenze e delle reti in nazionale ― Bosnia ed Erzegovina | Cronologia completa delle presenze e delle reti in nazionale ― Bosnia ed Erzegovina | Cronologia completa delle presenze e delle reti in nazionale ― Bosnia ed Erzegovina | Cronologia completa delle presenze e delle reti in nazionale ― Bosnia ed Erzegovina | Cronologia completa delle presenze e delle reti in nazionale ― Bosnia ed Erzegovina | Cronologia completa delle presenze e delle reti in nazionale ― Bosnia ed Erzegovina |
| Data                                                                                | Città                                                                               | In casa                                                                             | Risultato                                                                           | Ospiti                                                                              | Competizione                                                                        | Reti                                                                                | Note                                                                                |
| ----------------------------------------------------------------------------------- | ----------------------------------------------------------------------------------- | ----------------------------------------------------------------------------------- | ----------------------------------------------------------------------------------- | ----------------------------------------------------------------------------------- | ----------------------------------------------------------------------------------- | ----------------------------------------------------------------------------------- | ----------------------------------------------------------------------------------- |
| 18-11-2019                                                                          | Vaduz                                                                               | Liechtenstein                                                                       | 0 – 3                                                                               | Bosnia ed Erzegovina                                                                | Qual. Euro 2020                                                                     | -                                                                                   | 64’                                                                                 |
| 7-9-2020                                                                            | Zenica                                                                              | Bosnia ed Erzegovina                                                                | 1 – 2                                                                               | Polonia                                                                             | UEFA Nations League 2020-2021 - 1º turno                                            | 1                                                                                   |                                                                                     |
| 8-10-2020                                                                           | Sarajevo                                                                            | Bosnia ed Erzegovina                                                                | 1 – 1 dts (3 – 4 dtr)                                                               | Irlanda del Nord                                                                    | Qual. Euro 2020                                                                     | -                                                                                   | 118’                                                                                |
| 14-10-2020                                                                          | Breslavia                                                                           | Polonia                                                                             | 3 – 0                                                                               | Bosnia ed Erzegovina                                                                | UEFA Nations League 2020-2021 - 1º turno                                            | -                                                                                   | 74’ 83’                                                                             |
| 4-9-2021                                                                            | Zenica                                                                              | Bosnia ed Erzegovina                                                                | 1 – 0                                                                               | Kuwait                                                                              | Amichevole                                                                          | -                                                                                   | 71’                                                                                 |
| 16-11-2023                                                                          | Lussemburgo                                                                         | Lussemburgo                                                                         | 4 – 1                                                                               | Bosnia ed Erzegovina                                                                | Qual. Euro 2024                                                                     | -                                                                                   | 46’ 69’                                                                             |
| 19-11-2023                                                                          | Zenica                                                                              | Bosnia ed Erzegovina                                                                | 1 – 2                                                                               | Slovacchia                                                                          | Qual. Euro 2024                                                                     | -                                                                                   | 87’                                                                                 |
| 21-3-2024                                                                           | Zenica                                                                              | Bosnia ed Erzegovina                                                                | 1 – 2                                                                               | Ucraina                                                                             | Qual. Euro 2024                                                                     | -                                                                                   | 82’                                                                                 |
| 3-6-2024                                                                            | Newcastle upon Tyne                                                                 | Inghilterra                                                                         | 3 – 0                                                                               | Bosnia ed Erzegovina                                                                | Amichevole                                                                          | -                                                                                   |                                                                                     |
| 9-6-2024                                                                            | Empoli                                                                              | Italia                                                                              | 1 – 0                                                                               | Bosnia ed Erzegovina                                                                | Amichevole                                                                          | -                                                                                   | 67’                                                                                 |
| 11-10-2024                                                                          | Zenica                                                                              | Bosnia ed Erzegovina                                                                | 1 – 2                                                                               | Germania                                                                            | UEFA Nations League 2024-2025 - 1º turno                                            | -                                                                                   | 65’                                                                                 |
| 14-10-2024                                                                          | Zenica                                                                              | Bosnia ed Erzegovina                                                                | 0 – 2                                                                               | Ungheria                                                                            | UEFA Nations League 2024-2025 - 1º turno                                            | -                                                                                   | 79’                                                                                 |
| 16-11-2024                                                                          | Friburgo in Brisgovia                                                               | Germania                                                                            | 7 – 0                                                                               | Bosnia ed Erzegovina                                                                | UEFA Nations League 2024-2025 - 1º turno                                            | -                                                                                   | 85’ 89’                                                                             |
| 24-3-2025                                                                           | Zenica                                                                              | Bosnia ed Erzegovina                                                                | 2 – 1                                                                               | Cipro                                                                               | Qual. Mondiali 2026                                                                 | 1                                                                                   | 88’                                                                                 |
| 7-6-2025                                                                            | Zenica                                                                              | Bosnia ed Erzegovina                                                                | 1 – 0                                                                               | San Marino                                                                          | Qual. Mondiali 2026                                                                 | -                                                                                   |                                                                                     |
| Totale                                                                              |                                                                                     | Presenze                                                                            | 15                                                                                  |                                                                                     | Reti                                                                                | 2                                                                                   |                                                                                     |

## Palmarès

### Competizioni nazionali
- Campionato bosniaco: 1

Željezničar: 2011-2012
- Coppa di Bosnia: 1

Željezničar: 2010-2011
- Campionato belga: 1

Gent: 2014-2015